# Guennadi Timochtchenko
Ne doit pas être confondu avec Guennadi Timtchenko.
Guennadi Anatolievitch Timochtchenko (en russe : Тимощенко, Геннадий Анатольевич, en slovaque : Gennadij Timoščenko) est un joueur d'échecs soviétique puis slovaque né le 27 avril 1949 à Tcheliabinsk. Grand maître international depuis 1980, il émigra en slovaquie en 1993. Il a représenté la Slovaquie lors de cinq olympiades (en 1996 et de 2000 à 2006) et de quatre championnats d'Europe par équipe (de 1997 à 2001).
Élève de l'école Botvinnik dans les années 1960, Timochtchenko a travaillé comme entraîneur de Garry Kasparov  de 1982 à 1986.
Guennadi Timochtchenko ne doit pas être confondu avec le joueur d'échecs soviétique puis ukrainien Gueorgui Timochenko qui fut notamment champion de Moscou en 1988.

## Palmarès
Timochtchenko fut champion des forces armées soviétiques en 1975 et 1977. Il finit deuxième du championnat de la RSFSR (fédération de Russie) en 1972 et 1976. Il participa à la finale du championnat d'URSS en 1981 à Frounze (victoire de Psakhis et Kasparov) et en 1978 à Tbilissi.
Dans les tournois individuels, Timochtchenko a fini à la première place des tournois de : 
- Rimavská Sobota 1974
- Polanica-Zdrój 1976 (mémorial Rubinstein)
- Varna (Bulgarie) 1977
- Stupsk 1979
- Helsinki 1986
- Šaľa 1994
- Starý Smokovec 1996
- Bozen 1998
- Seefeld in Tirol 1998 et 1999 (ex æquo)
- Padoue 1998 et 2000 (ex æquo)
- Cutro 2000
- Opatija 2003.

En 2011, il finit troisième du championnat du monde d'échecs sénior (plus de soixante ans).